# 肩榧螺
肩榧螺（学名：Oliva emicator），是新腹足目榧螺科榧螺属的一种。主要分布于中国大陆，常栖息在低潮线以下。